# Список народных депутатов Верховной рады Украины I созыва
Это список Народных депутатов Верховного Совета Украинской Советской Социалистической Республики XII созыва, который впоследствии был переименован в Верховную Раду Украины 1-го созыва.
Верховная Рада Украины на начальном этапе имела две больших части: Группа 239 (239 человек, коммунисты) и Народная Рада (126 человек). «Красные директора» из бывшей Группы 239, а также значительная часть демократов проголосовали за премьер-министра Леонида Кучму 13 октября 1992 года.
| ФИО                                                          | Портрет | Город или область         | Избирательный округ                              | №     | Примечание             | ВР Д             |
| ------------------------------------------------------------ | ------- | ------------------------- | ------------------------------------------------ | ----- | ---------------------- | ---------------- |
| Алтунян, Генрих Ованесович (1933—2005)                       |         | Харьков                   | Киевский избирательный округ                     | № 370 |                        | [ ВР 1 ] [ Д 1 ] |
| Ананьев, Владимир Иванович (1929—1996)                       |         | Сумская область           | Ямпольский избирательный округ                   | № 354 |                        | [ ВР 2 ] [ Д 2 ] |
| Андрияка, Александр Александрович (1952—2019)                |         | Киевская область          | Ирпенский избирательный округ                    | № 212 |                        | [ ВР 3 ] [ Д 3 ] |
| Андрощук, Василий Аверьянович (род. 1948)                    |         | Киевская область          | Иванковский избирательный округ                  | № 219 | с 21 ноября 1993       | [ ВР 4 ] [ Д 4 ] |
| Аптер, Яков Михайлович (1940—1993)                           |         | Республика Крым           | Керченский избирательный округ                   | № 246 | погиб 18 ноября 1993   | —                |
| Артёменко, Николай Михайлович (1926—1991)                    |         | Черкасская область        | Шполянский избирательный округ                   | № 429 | умер 1 июня 1991       | —                |
| Архипова, Анна Григорьевна (род. 1939)                       |         | Хмельницкая область       | Славутский избирательный округ                   | № 406 |                        | [ ВР 7 ] [ Д 5 ] |
| Асеев, Герман Степанович (1938—2018)                         |         | Черниговская область      | Нежинский избирательный округ                    | № 440 |                        | [ ВР 8 ] [ Д 6 ] |
| Бабанский, Юрий Васильевич (род. 1948)                       |         | Волынская область         | Турийский избирательный округ                    | № 048 |                        |                  |
| Бабенко, Станислав Григорьевич (род. 1947)                   |         | Закарпатская область      | Виноградовский избирательный округ               | № 170 | с 4 мая 1993           |                  |
| Бабий, Дмитрий Васильевич (род. 1941)                        |         | Черновецкая область       | Кельменецкий избирательный округ                 | № 434 |                        |                  |
| Багров, Николай Васильевич (1937—2015)                       |         | Республика Крым           | Нижнегорский избирательный округ                 | № 255 |                        |                  |
| Бадов, Владимир Фёдорович (1952—1995)                        |         | Днепропетровская область  | Кривбасский избирательный округ                  | № 092 |                        |                  |
| Базилянский, Лев Леонидович (род. 1937)                      |         | Луганская область         | Ровеньковский избирательный округ                | № 061 |                        |                  |
| Байрака, Михаил Николаевич (род. 1950)                       |         | Днепропетровская область  | Дзержинский избирательный округ                  | № 089 |                        |                  |
| Баландюк, Николай Степанович (1947—2020)                     |         | Днепропетровская область  | Баглейский избирательный округ                   | № 084 |                        |                  |
| Бандура, Анатолий Иванович (1946—2005)                       |         | Донецкая область          | Мариупольский-Приморский избирательный округ     | № 138 |                        |                  |
| Бандурка, Александр Маркович (род. 1937)                     |         | Харьковская область       | Дергачёвский избирательный округ                 | № 388 |                        |                  |
| Барабаш, Александр Леонидович (род. 1955)                    |         | Днепропетровская область  | Желтоводский избирательный округ                 | № 087 |                        |                  |
| Баталов, Валерий Гаязович (1946—2011)                        |         | Ровненская область        | Здолбуновский избирательный округ                | № 338 |                        |                  |
| Батог, Михаил Иванович (род. 1955)                           |         | Львовская область         | Бужский избирательный округ                      | № 270 |                        |                  |
| Батюшко, Стефан Васильевич (род. 1949)                       |         | Харьков                   | Орджоникидзовский избирательный округ            | № 374 |                        |                  |
| Башкиров, Михаил Владимирович (1949—1999)                    |         | Николаевская область      | Снигуровский избирательный округ                 | № 292 |                        |                  |
| Бедь, Виктор Васильевич (род. 1964)                          |         | Закарпатская область      | Тячевский избирательный округ                    | № 176 |                        |                  |
| Бердников, Александр Яковлевич (род. 1951)                   |         | Николаев                  | Корабельный избирательный округ                  | № 284 | с 18 мая 1993          |                  |
| Белый, Василий Павлович (род. 1951)                          |         | Ровненская область        | Дубновский избирательный округ                   | № 334 |                        |                  |
| Белый, Леонид Савельевич (род. 1940)                         |         | Запорожская область       | Мелитопольский избирательный округ               | № 193 |                        |                  |
| Белоблоцкий, Николай Петрович (род. 1943)                    |         | Черкасская область        | Жашковский избирательный округ                   | № 421 |                        |                  |
| Белоусенко, Александр Фёдорович (род. 1937)                  |         | Запорожская область       | Токмацкий избирательный округ                    | № 188 |                        |                  |
| Биденый, Василий Константинович (род. 1944)                  |         | Черновецкая область       | Вижницкий избирательный округ                    | № 432 |                        |                  |
| Богатырёва, Раиса Васильевна (род. 1953)                     |         | Донецкая область          | Краматорский избирательный округ                 | № 127 |                        |                  |
| Боделан, Руслан Борисович (1942—2025)                        |         | Одесская область          | Килийский избирательный округ                    | № 311 | с 14 декабря 1992      |                  |
| Бойко, Богдан Фёдорович (род. 1954)                          |         | Тернопольская область     | Подволоческий избирательный округ                | № 361 |                        |                  |
| Бойко, Вадим Леонидович (1962—1992)                          |         | Полтавская область        | Кременчугский-Автозаводской избирательный округ  | № 320 | выбыл 14 февраля 1992  |                  |
| Бойко, Екатерина Владимировна (род. 1942)                    |         | Черкасская область        | Приднепровский избирательный округ               | № 416 |                        |                  |
| Бойко, Иван Васильевич (род. 1950)                           |         | Черновецкая область       | Первомайский избирательный округ                 | № 431 |                        |                  |
| Бойко, Иван Григорьевич (род. 1956)                          |         | Запорожская область       | Каменско-Днепровский избирательный округ         | № 192 |                        |                  |
| Бокша, Иван Иванович (род. 1932)                             |         | Херсонская область        | Скадовский избирательный округ                   | № 402 | с 18 мая 1993          |                  |
| Бондарев, Валерий Петрович (род. 1941)                       |         | Житомирская область       | Овруческий избирательный округ                   | № 164 |                        |                  |
| Бондаренко, Василий Маркович (род. 1938)                     |         | Полтавская область        | Лохвицкий избирательный округ                    | № 328 | с 14 декабря 1992      |                  |
| Бондаренко, Анатолий Дмитриевич (1934—2015)                  |         | Сумская область           | Лебединский избирательный округ                  | № 351 |                        |                  |
| Бондаренко, Виктор Александрович (род. 1931)                 |         | Харьковская область       | Фрунзенский избирательный округ                  | № 377 |                        |                  |
| Бондаренко, Виктор Степанович (1943—2007)                    |         | Луганская область         | Антрацитовский избирательный округ               | № 066 |                        |                  |
| Бондарчук, Андрей Иванович (род. 1936)                       |         | Волынская область         | Гороховский избирательный округ                  | № 044 |                        |                  |
| Борейко, Михаил Степанович (1948—1994)                       |         | Житомирская область       | Коростышевский избирательный округ               | № 161 |                        |                  |
| Борзых, Александр Иванович (род. 1950)                       |         | Луганская область         | Каменнобродский избирательный округ              | № 053 |                        |                  |
| Бортник, Владимир Фёдорович (род. 1949)                      |         | Хмельницкая область       | Изяславский избирательный округ                  | № 411 |                        |                  |
| Борщенко, Игорь Александрович (род. 1966)                    |         | Винницкая область         | Могилёв-Подольский избирательный округ           | № 027 |                        |                  |
| Будько, Валентин Семёнович (род. 1941)                       |         | Житомирская область       | Малинский избирательный округ                    | № 163 |                        |                  |
| Булянда, Александр Алексеевич (1937—2006)                    |         | Донецкая область          | Мариупольский-Орджоникидзевский                  | № 137 |                        |                  |
| Бурего, Николай Степанович (род. 1930)                       |         | Донецкая область          | Снежнянский избирательный округ                  | № 142 | с 14 декабря 1992      |                  |
| Бутенко, Анатолий Иванович (1938—2021)                       |         | Одесская область          | Ивановский избирательный округ                   | № 310 |                        |                  |
| Бычков, Вячеслав Васильевич (род. 1941)                      |         | Херсонская область        | Новотроицкий избирательный округ                 | № 401 |                        |                  |
| Валеня, Иван Юрьевич (род. 1947)                             |         | Харьков                   | Комсомольський избирательный округ               | № 372 |                        |                  |
| Ванеев, Геннадий Иванович (1927—2004)                        |         | Севастополь               | Гагаринский избирательный округ                  | № 238 |                        |                  |
| Васильев, Василий Иванович (род. 1947)                       |         | Донецкая область          | Красноармейский городской избирательный округ    | № 129 |                        |                  |
| Васильева, Галина Ивановна (род. 1941)                       |         | Киевская область          | Белоцерковский городской избирательный округ     | № 208 |                        |                  |
| Васин, Евгений Михайлович (род. 1936)                        |         | Полтава                   | Ленинский избирательный округ                    | № 316 |                        |                  |
| Веретенников, Виктор Александрович (1940—2023)               |         | Днепропетровская область  | Индустриальный избирательный округ               | № 079 |                        |                  |
| Виноградский, Максим Павлович (род. 1946)                    |         | Николаев                  | Ленинский избирательный округ                    | № 282 |                        |                  |
| Вицяк, Павел Иванович (1934—2006)                            |         | Волынская область         | Камень-Каширский избирательный округ             | № 045 |                        |                  |
| Влох, Орест-Степан Григорьевич (1934—2009)                   |         | Львовская область         | Галицкий избирательный округ                     | № 258 |                        |                  |
| Воевода, Николай Трофимович (1940—2020)                      |         | Черкасская область        | Каневский избирательный округ                    | № 418 |                        |                  |
| Волковецкий, Степан Васильевич (род. 1947)                   |         | Ивано-Франковская область | Долинский избирательный округ                    | № 200 |                        |                  |
| Волощук, Михаил Юрьевич (1934—2017)                          |         | Закарпатская область      | Свалявский избирательный округ                   | № 175 |                        |                  |
| Воробьёв, Александр Константинович (1934—2008)               |         | Запорожская область       | Пологовский избирательный округ                  | № 194 |                        |                  |
| Воробьёв, Александр Николаевич (род. 1956)                   |         | Сумская область           | Ковпаковский избирательный округ                 | № 343 |                        |                  |
| Габор, Иван Михайлович (1945—2017)                           |         | Закарпатская область      | Раховский избирательный округ                    | № 174 |                        |                  |
| Гавриленко, Николай Мефодьевич (род. 1937)                   |         | Луганская область         | Свердловский избирательный округ                 | № 063 |                        |                  |
| Гаврилов, Анатолий Васильевич (род. 1946)                    |         | Республика Крым           | Роздольненский избирательный округ               | № 256 |                        |                  |
| Гаевой, Владимир Максимович (1933—2018)                      |         | Житомирская область       | Красноармейский избирательный округ              | № 166 |                        |                  |
| Гайсинский, Юрий Александрович (род. 1947)                   |         | Харьков                   | Московский избирательный округ                   | № 373 |                        |                  |
| Галас, Иван Иванович (род. 1933)                             |         | Закарпатская область      | Иршавский избирательный округ                    | № 171 |                        |                  |
| Гальцев, Павел Сазонтиевич (род. 1936)                       |         | Одесская область          | Белгород-Днестровский избирательный округ        | № 303 |                        |                  |
| Ганжа, Николай Алексеевич (род. 1947)                        |         | Харьковская область       | Первомайский избирательный округ                 | № 391 |                        |                  |
| Герасименко, Станислав Дмитриевич (род. 1947)                |         | Донецкая область          | Красноармейский избирательный округ              | № 149 |                        |                  |
| Герц, Иван Иванович (1936—2006)                              |         | Закарпатская область      | Перечинский избирательный округ                  | № 173 |                        |                  |
| Гетьман, Вадим Петрович (1935—1998)                          |         | Черкасская область        | Уманский избирательный округ                     | № 425 |                        |                  |
| Глуховский, Анатолий Яковлевич (род. 1946)                   |         | Хмельницкая область       | Дунаевецкий избирательный округ                  | № 410 |                        |                  |
| Гнаткевич, Юрий Васильевич (1940—2025)                       |         | Киев                      | Индустриальный избирательный округ               | № 008 |                        |                  |
| Голобородько, Александр Николаевич (род. 1950)               |         | Харьков                   | Краснозаводской избирательный округ              | № 378 |                        |                  |
| Головатый, Сергей Петрович (род. 1954)                       |         | Киев                      | Сырецкий избирательный округ                     | № 018 |                        |                  |
| Головач, Владимир Михайлович (род. 1963)                     |         | Луганская область         | Первомайский избирательный округ                 | № 060 |                        |                  |
| Головенко, Николай Яковлевич (род. 1942)                     |         | Одесса                    | Киевский избирательный округ                     | № 296 |                        |                  |
| Головко, Юрий Петрович (род. 1948)                           |         | Днепропетровская область  | Никопольский избирательный округ                 | № 096 |                        |                  |
| Голубец, Михаил Андреевич (1930—2016)                        |         | Ивано-Франковская область | Калушский избирательный округ                    | № 198 |                        |                  |
| Гоменюк, Иван Артёмович (1943—2021)                          |         | Запорожская область       | Запорожский избирательный округ                  | № 191 | выбыл 18 июня 1992     |                  |
| Гопей, Иван Александрович (род. 1937)                        |         | Полтавская область        | Карловский избирательный округ                   | № 326 |                        |                  |
| Гордиенко, Анатолий Леонтьевич (род. 1938)                   |         | Харьковская область       | Изюмский избирательный округ                     | № 379 |                        |                  |
| Горин, Эдуард Алексеевич (род. 1935)                         |         | Одесса                    | Ленинский избирательный округ                    | № 293 |                        |                  |
| Гороховский, Леон Теодорович (1943—2010)                     |         | Тернопольская область     | Бережанский избирательный округ                  | № 356 |                        |                  |
| Горынь, Богдан Николаевич (род. 1936)                        |         | Львовская область         | Жидачевский избирательный округ                  | № 272 |                        |                  |
| Горынь, Михаил Николаевич (1930—2013)                        |         | Львов                     | Железнодорожный избирательный округ              | № 260 |                        |                  |
| Грабин, Владимир Владимирович (род. 1933)                    |         | Сумская область           | Глуховский избирательный округ                   | № 344 |                        |                  |
| Гребенченко, Леонид Григорьевич (род. 1944)                  |         | Донецкая область          | Горловский-Калининский избирательный округ       | № 118 |                        |                  |
| Гринёв, Владимир Борисович (род. 1945)                       |         | Харьков                   | Индустриальный избирательный округ               | № 369 |                        |                  |
| Гринчук, Иван Адамович (род. 1944)                           |         | Винницкая область         | Погребищенский избирательный округ               | № 035 |                        |                  |
| Грицай, Иван Трофимович (род. 1938)                          |         | Николаевская область      | Николаевский избирательный округ                 | № 290 |                        |                  |
| Гришко, Михаил Васильевич (1936—2005)                        |         | Черниговская область      | Бахмацкий избирательный округ                    | № 442 |                        |                  |
| Грищенко, Иван Михайлович (род. 1956)                        |         | Сумская область           | Кролевецкий избирательный округ                  | № 350 |                        |                  |
| Грынив, Евгений Андреевич (род. 1936)                        |         | Львовская область         | Дрогобычский избирательный округ                 | № 271 |                        |                  |
| Грынив, Игорь Алексеевич (род. 1961)                         |         | Львовская область         | Жовковский избирательный округ                   | № 276 |                        |                  |
| Гудыма, Александр Васильевич (род. 1950)                     |         | Волынская область         | Луцкий-Центральный избирательный округ           | № 041 |                        |                  |
| Гуменюк, Мария Васильевна (род. 1948)                        |         | Тернопольская область     | Тернопольский избирательный округ                | № 363 |                        |                  |
| Гуренко, Станислав Иванович (1936—2013)                      |         | Киевская область          | Иванковский избирательный округ                  | № 219 | выбыл 25 января 1993   |                  |
| Гусев, Виктор Иванович (род. 1950)                           |         | Донецкая область          | Кировский избирательный округ                    | № 113 |                        |                  |
| Даниленко, Владимир Макарович (род. 1954)                    |         | Харьковская область       | Валковский избирательный округ                   | № 385 | с 14 декабря 1992      |                  |
| Данчевский, Владимир Якимович (род. 1936)                    |         | Закарпатская область      | Мукачевский городской избирательный округ        | № 168 |                        |                  |
| Дашивец, Григорий Арсентьевич (род. 1956)                    |         | Донецкая область          | Славянский избирательный округ                   | № 152 |                        |                  |
| Демидов, Григорий Викторович (род. 1948)                     |         | Республика Крым           | Ленинский избирательный округ                    | № 254 |                        |                  |
| Демьянов, Владимир Васильевич (род. 1943)                    |         | Запорожская область       | Бердянский избирательный округ                   | № 189 | выбыл 18 июня 1992     |                  |
| Деркач, Игорь Степанович (род. 1963)                         |         | Львовская область         | Самборский избирательный округ                   | № 266 |                        |                  |
| Дзюба, Николай Григорьевич (род. 1946)                       |         | Киев                      | Оболонский избирательный округ                   | № 011 |                        |                  |
| Дидык, Николай Анатольевич (1935—2000)                       |         | Винницкая область         | Винницкий избирательный округ                    | № 031 | выбыл 18 июня 1992     |                  |
| Дидоренко, Эдуард Алексеевич (1938—2007)                     |         | Луганск                   | Ленинский избирательный округ                    | № 049 |                        |                  |
| Дмитришин, Ярослав Иванович (род. 1939)                      |         | Волынская область         | Луцкий избирательный округ                       | № 040 |                        |                  |
| Дмитриев, Евгений Иванович (1947—2021)                       |         | Черновецкая область       | Новоселицкий избирательный округ                 | № 435 |                        |                  |
| Дмитрук, Леонтий Михайлович (род. 1949)                      |         | Черкасская область        | Черкасский избирательный округ                   | № 426 |                        |                  |
| Дорогунцов, Сергей Иванович (1929—2010)                      |         | Одесса                    | Суворовский избирательный округ                  | № 299 |                        |                  |
| Дорофеев, Владимир Николаевич (1941—2016)                    |         | Луганская область         | Алчевский избирательный округ                    | № 056 |                        |                  |
| Дорошенко, Иван Кириллович (род. 1942)                       |         | Донецкая область          | Будённовский избирательный округ                 | № 109 |                        |                  |
| Дорчинец, Дмитрий Фёдорович (род. 1937)                      |         | Закарпатская область      | Хустовский избирательный округ                   | № 177 | с 13 октября 1992      |                  |
| Драч, Иван Фёдорович (1936—2018)                             |         | Львовская область         | Артёмовский избирательный округ                  | № 259 |                        |                  |
| Дробинский, Виталий Григорьевич (род. 1936)                  |         | Черкасская область        | Уманский городской избирательный округ           | № 420 |                        |                  |
| Дронь, Анатолий Андреевич (род. 1945)                        |         | Черниговская область      | Репкинский избирательный округ                   | № 449 |                        |                  |
| Дубенков, Геннадий Алексеевич (1950 — 2022)                  |         | Винницкая область         | Козятинский избирательный округ                  | № 033 |                        |                  |
| Дубовский, Анатолий Иванович (1934—1999)                     |         | Запорожье                 | Орджоникидзевский избирательный округ            | № 183 |                        |                  |
| Дубров, Леонид Васильевич (род. 1938)                        |         | Днепропетровская область  | Днепровский избирательный округ                  | № 085 |                        |                  |
| Дудченко, Виталий Иванович (род. 1937)                       |         | Одесская область          | Беляевский избирательный округ                   | № 307 |                        |                  |
| Дума, Зиновий Евгеньевич (род. 1956)                         |         | Ивано-Франковская область | Надворнянский избирательный округ                | № 202 |                        |                  |
| Дунтау, Александр Михайлович (1946—2010)                     |         | Одесская область          | Измаильский избирательный округ                  | № 304 |                        |                  |
| Дупляк, Николай Степанович (род. 1940)                       |         | Житомирская область       | Андрушевский избирательный округ                 | № 159 |                        |                  |
| Дурдинец, Василий Васильевич (род. 1937)                     |         | Кировоградская область    | Бобринский избирательный округ                   | № 230 |                        |                  |
| Духов, Борис Иннокентьевич (1937—2011)                       |         | Киев                      | Железнодорожный избирательный округ              | № 007 |                        |                  |
| Евтухов, Василий Иванович (род. 1948)                        |         | Днепропетровская область  | Центрально-Городской избирательный округ         | № 094 |                        |                  |
| Елиашевич, Игорь Владимирович (род. 1939)                    |         | Закарпатская область      | Ужгородский избирательный округ                  | № 167 |                        |                  |
| Ельченко, Юрий Никифорович (1929—2019)                       |         | Черкасская область        | Тальнёвский избирательный округ                  | № 424 |                        |                  |
| Емельянов, Александр Сергеевич (1932—2014)                   |         | Черкасская область        | Сосновский избирательный округ                   | № 417 |                        |                  |
| Емец, Александр Иванович (1959—2001)                         |         | Киев                      | Центральный избирательный округ                  | № 021 |                        |                  |
| Ершов, Аркадий Витальевич (1936—2005)                        |         | Ровненская область        | Сарненский избирательный округ                   | № 341 |                        |                  |
| Ещенко, Валентина Николаевна (род. 1946)                     |         | Киевская область          | Вышгородский избирательный округ                 | № 217 |                        |                  |
| Желиба, Владимир Иванович (1934—2013)                        |         | Кировоградская область    | Новоархангельський избирательный округ           | № 233 |                        |                  |
| Жук, Виктор Васильевич (1937—2002)                           |         | Черновецкая область       | Сторожинецкий избирательный округ                | № 436 |                        |                  |
| Жуков, Владимир Романович (род. 1946)                        |         | Донецкая область          | Макеевский-Горняцкий избирательный округ         | № 131 |                        |                  |
| Завадская, Екатерина Павловна (род. 1958)                    |         | Тернопольская область     | Зборовский избирательный округ                   | № 359 |                        |                  |
| Загородний, Григорий Дмитриевич (род. 1939)                  |         | Черкасская область        | Звенигородский избирательный округ               | № 422 |                        |                  |
| Задорожный, Борис Васильевич (род. 1937)                     |         | Донецкая область          | Мариупольский-Центральный избирательный округ    | № 139 |                        |                  |
| Заец, Александр Семёнович (1929—2011)                        |         | Черкасская область        | Шполянский избирательный округ                   | № 429 | выбыл 4 января 1992    |                  |
| Заец, Иван Александрович (род. 1952)                         |         | Киев                      | Святошинский избирательный округ                 | № 017 |                        |                  |
| Зайко, Яков Яковлевич (1940—2014)                            |         | Житомирская область       | Богунский избирательный округ                    | № 153 |                        |                  |
| Залудяк, Николай Иванович (1941—2010)                        |         | Полтавская область        | Кременчугский-Крюковский избирательный округ     | № 321 | выбыл 18 июня 1992     |                  |
| Захарук, Дмитрий Васильевич (род. 1940)                      |         | Ивано-Франковская область | Снятынский избирательный округ                   | № 205 | выбыл 18 июня 1992     |                  |
| Збитнев, Юрий Иванович (род. 1963)                           |         | Киев                      | Гагаринский избирательный округ                  | № 004 |                        |                  |
| Звягильский, Ефим Леонидович (1933—2021)                     |         | Донецкая область          | Киевский избирательный округ                     | № 112 |                        |                  |
| Зинченко, Арсен Леонидович (род. 1948)                       |         | Винницкая область         | Замостянский избирательный округ                 | № 024 |                        |                  |
| Иванычук, Роман Иванович (1929—2016)                         |         | Львовская область         | Дрогобычский избирательный округ                 | № 265 |                        |                  |
| Ивасюк, Валерий Петрович (род. 1958)                         |         | Киев                      | Ленинградский избирательный округ                | № 009 |                        |                  |
| Ивашко, Владимир Антонович (1932—1994)                       |         | Киев                      | Дарницкий избирательный округ                    | № 006 | выбыл 9 июля 1990      |                  |
| Игнатенко, Владимир Владимирович (род. 1937)                 |         | Кировоградская область    | Гайворонский избирательный округ                 | № 231 |                        |                  |
| Измалков, Валерий Николаевич (1955—2016)                     |         | Запорожская область       | Шевченковский избирательный округ                | № 185 |                        |                  |
| Иоффе, Юлий Яковлевич (род. 1940)                            |         | Луганская область         | Брянковский избирательный округ                  | № 055 |                        |                  |
| Истратенко, Николай Васильевич (род. 1950)                   |         | Днепропетровская область  | Заводской избирательный округ                    | № 086 |                        |                  |
| Казак, Леонид Васильевич (род. 1947)                         |         | Республика Крым           | Симферопольский избирательный округ              | № 257 |                        |                  |
| Казмирук, Виталий Иосифович (1942—2011)                      |         | Харьковская область       | Балаклейский избирательный округ                 | № 383 | выбыл 18 июня 1992     |                  |
| Калинец, Ирина Ануфриевна (1940—2012)                        |         | Львовская область         | Николаевский избирательный округ                 | № 274 |                        |                  |
| Каменчук, Сергей Александрович (род. 1941)                   |         | Ровненская область        | Владимирецкий избирательный округ                | № 335 |                        |                  |
| Капштык, Иван Маркович (род. 1939)                           |         | Киевская область          | Броварский избирательный округ                   | № 210 | выбыл 18 июня 1992     |                  |
| Карасик, Владлен Михайлович (1936—2004)                      |         | Харьковская область       | Богодуховский избирательный округ                | № 384 |                        |                  |
| Карпенко, Виталий Афанасьевич (род. 1941)                    |         | Киев                      | Приречный избирательный округ                    | № 014 |                        |                  |
| Касьяненко, Анатолий Иванович (1942—2021)                    |         | Херсонская область        | Днепровский избирательный округ                  | № 393 |                        |                  |
| Качура, Борис Васильевич (1930—2007)                         |         | Харьковская область       | Чугуевский избирательный округ                   | № 382 |                        |                  |
| Квасов, Владимир Ильич (род. 1934)                           |         | Луганск                   | Ватутинский избирательный округ                  | № 051 |                        |                  |
| Кельман, Дмитрий Иванович (род. 1940)                        |         | Закарпатская область      | Мукачевский избирательный округ                  | № 172 |                        |                  |
| Кендзёр, Ярослав Михайлович (род. 1941)                      |         | Львовская область         | Сокальский избирательный округ                   | № 278 |                        |                  |
| Киселёв, Анатолий Васильевич (род. 1944)                     |         | Донецкая область          | Снежнянский избирательный округ                  | № 142 | выбыл 18 июня 1992     |                  |
| Кислый, Павел Степанович (1933—2019)                         |         | Киев                      | Промышленный избирательный округ                 | № 015 |                        |                  |
| Ковшик, Пётр Андреевич (род. 1942)                           |         | Полтавская область        | Глобинский избирательный округ                   | № 325 |                        |                  |
| Кинах, Анатолий Кириллович (род. 1954)                       |         | Николаев                  | Корабельный избирательный округ                  | № 284 | выбыл 18 июня 1992     |                  |
| Кипарис, Фёдор Сергеевич (1940—?)                            |         | Полтава                   | Киевский избирательный округ                     | № 317 |                        |                  |
| Коваленко, Николай Митрофанович (род. 1941)                  |         | Киевская область          | Барышевский избирательный округ                  | № 215 |                        |                  |
| Ковинько, Анатолий Иванович (род. 1939)                      |         | Полтавская область        | Хорольский избирательный округ                   | № 331 |                        |                  |
| Козаренко, Василий Иванович (род. 1937)                      |         | Луганская область         | Антрацитовский избирательный округ               | № 054 |                        |                  |
| Козярский, Богдан Иванович (род. 1931)                       |         | Львовская область         | Червоноградский избирательный округ              | № 268 |                        |                  |
| Колесник, Алексей Николаевич (1949—2015)                     |         | Харьковская область       | Валковский избирательный округ                   | № 385 | выбыл 18 июня 1992     |                  |
| Колесник, Сергей Виталиевич (род. 1965)                      |         | Донецкая область          | Торезский избирательный округ                    | № 143 |                        |                  |
| Колинец, Владимир Владимирович (род. 1950)                   |         | Тернопольская область     | Тернопольский городской избирательный округ      | № 355 |                        |                  |
| Колисниченко, Николай Петрович (род. 1949)                   |         | Республика Крым           | Белогорский избирательный округ                  | № 252 |                        |                  |
| Кондратьев, Ярослав Юрьевич (1948—2005)                      |         | Киев                      | Печерский избирательный округ                    | № 012 |                        |                  |
| Кондряков, Александр Николаевич (1953—2021)                  |         | Севастополь               | Нахимовский избирательный округ                  | № 239 |                        |                  |
| Корж, Анатолий Владимирович (1947—2019)                      |         | Днепропетровская область  | Бабушкинский избирательный округ                 | № 076 |                        |                  |
| Коржик, Валентин Иванович (род. 1946)                        |         | Харьковская область       | Вовчанский избирательный округ                   | № 386 |                        |                  |
| Корнеев, Альберт Васильевич (род. 1937)                      |         | Донецкая область          | Ворошиловский избирательный округ                | № 110 |                        |                  |
| Корниенко, Леонид Яковлевич (род. 1932)                      |         | Харьковская область       | Лозовский избирательный округ                    | № 381 |                        |                  |
| Коробко, Николай Иванович (1937—2021)                        |         | Днепропетровская область  | Терновский избирательный округ                   | № 093 |                        |                  |
| Короленко, Евгений Сергеевич (род. 1938)                     |         | Запорожье                 | Коммунарский избирательный округ                 | № 181 |                        |                  |
| Косив, Михаил Васильевич (род. 1934)                         |         | Львовская область         | Пустомитьевский избирательный округ              | № 277 |                        |                  |
| Костенко, Юрий Иванович (род. 1951)                          |         | Киев                      | Красноармейский избирательный округ              | № 022 |                        |                  |
| Костицкий, Василий Васильевич (род. 1956)                    |         | Ивано-Франковск           | Железнодорожный избирательный округ              | № 196 | с 4 мая 1993           |                  |
| Костюк, Александр Власович (род. 1940)                       |         | Ровненская область        | Дубровицкий избирательный округ                  | № 337 |                        |                  |
| Котик, Богдан Дмитриевич (1936—1991)                         |         | Львов                     | Радянский избирательный округ                    | № 262 | выбыл 1 января 1992    |                  |
| Коцюба, Александр Павлович (род. 1939)                       |         | Киев                      | Радянский избирательный округ                    | № 016 |                        |                  |
| Кравчук, Леонид Макарович (1934—2022)                        |         | Винницкая область         | Ямпольский избирательный округ                   | № 039 | выбыл 5 декабря 1991   |                  |
| Криволап, Владимир Иванович (род. 1951)                      |         | Черкасская область        | Смилянский избирательный округ                   | № 419 |                        |                  |
| Крыжановский, Владимир Петрович (род. 1940)                  |         | Киев                      | Левобережный избирательный округ                 | № 010 |                        |                  |
| Крупа, Лев Николаевич (1944—2000)                            |         | Тернопольская область     | Теребовлянский избирательный округ               | № 362 |                        |                  |
| Крючков, Василий Дмитриевич (1928—2017)                      |         | Кировоградская область    | Маловисковский избирательный округ               | № 232 |                        |                  |
| Кузьменко, Николай Иванович (род. 1944)                      |         | Республика Крым           | Красногвардейский избирательный округ            | № 253 |                        |                  |
| Куницын, Сергей Владимирович (род. 1960)                     |         | Республика Крым           | Красноперекопский избирательный округ            | № 247 |                        |                  |
| Курашик, Виталий Владимирович (род. 1939)                    |         | Республика Крым           | Евпаторийский избирательный округ                | № 245 |                        |                  |
| Куцай, Иван Леонтьевич (род. 1942)                           |         | Киевская область          | Переяслав-Хмельницкий избирательный округ        | № 213 |                        |                  |
| Кучма, Леонид Данилович (род. 1938)                          |         | Днепропетровская область  | Красногвардейский избирательный округ            | № 081 |                        |                  |
| Кушнарёв, Евгений Петрович (1951—2007)                       |         | Харьков                   | Салтивский избирательный округ                   | № 376 |                        |                  |
| Куянов, Виктор Васильевич (род. 1931)                        |         | Черниговская область      | Менский избирательный округ                      | № 445 |                        |                  |
| Лазаренко, Павел Иванович (род. 1953)                        |         | Днепропетровская область  | Широкивский избирательный округ                  | № 107 | выбыл 18 июня 1992     |                  |
| Лебедик, Пётр Васильевич (род. 1950)                         |         | Херсонская область        | Новокаховский избирательный округ                | № 396 |                        |                  |
| Левченко, Геннадий Петрович (род. 1947)                      |         | Харьков                   | Коминтерновский избирательный округ              | № 371 |                        |                  |
| Лемиш, Валентин Пантелеевич (1937—2003)                      |         | Волынская область         | Киверцовский избирательный округ                 | № 046 |                        |                  |
| Лисовенко, Василий Трофимович (род. 1948)                    |         | Черниговская область      | Прилуцкий избирательный округ                    | № 448 |                        |                  |
| Лищина, Богдан Николаевич (1937—2012)                        |         | Луганская область         | Северодонецкий избирательный округ               | № 064 |                        |                  |
| Лобач, Вячеслав Иванович (1946—2020)                         |         | Луганская область         | Лисичанский избирательный округ                  | № 059 |                        |                  |
| Лобенко, Анатолий Александрович (1937—2020)                  |         | Одесса                    | Черноморский избирательный округ                 | № 302 |                        |                  |
| Локтев, Сергей Владимирович (род. 1960)                      |         | Донецкая область          | Горловский-Центральный избирательный округ       | № 120 |                        |                  |
| Лубкивский, Роман Марьянович (1941—2015)                     |         | Львовская область         | Яворивский избирательный округ                   | № 281 |                        |                  |
| Лукьяненко, Левко Григорьевич (1928—2018)                    |         | Ивано-Франковская область | Железнодорожный избирательный округ              | № 196 | выбыл 18 июня 1992     |                  |
| Лысенко, Анатолий Александрович (1940—2020)                  |         | Черниговская область      | Новозаводской избирательный округ                | № 439 |                        |                  |
| Любенчук, Николай Иванович (1946—1997)                       |         | Хмельницкая область       | Чемеровецкий избирательный округ                 | № 414 |                        |                  |
| Ляхов, Иван Андреевич (1936—2006)                            |         | Луганская область         | Беловодский избирательный округ                  | № 067 |                        |                  |
| Ляшко, Виктор Иванович (род. 1935)                           |         | Донецкая область          | Енакиевский избирательный округ                  | № 125 |                        |                  |
| Мазур, Владимир Дмитриевич (род. 1942)                       |         | Днепропетровская область  | Верхнеднепровский избирательный округ            | № 101 | выбыл 18 июня 1992     |                  |
| Мазур, Юлий Маркович (1937—2000)                             |         | Одесса                    | Ильичёвский избирательный округ                  | № 295 |                        |                  |
| Макар, Иван Иванович (род. 1957)                             |         | Львовская область         | Старосамборский избирательный округ              | № 279 |                        |                  |
| Макаренко, Сергей Михайлович (род. 1961)                     |         | Донецкая область          | Макеевский-Красногвардейский избирательный округ | № 134 |                        |                  |
| Македонский, Иван Иванович (род. 1942)                       |         | Одесская область          | Болградский избирательный округ                  | № 308 | выбыл 18 июня 1992     |                  |
| Макеенко, Владимир Владимирович (род. 1965)                  |         | Киевская область          | Бориспольский избирательный округ                | № 209 |                        |                  |
| Марков, Борис Иванович (род. 1949)                           |         | Херсонская область        | Суворовский избирательный округ                  | № 395 |                        |                  |
| Мармазов, Евгений Васильевич (род. 1938)                     |         | Кировоградская область    | Александрийский избирательный округ              | № 235 |                        |                  |
| Мартыненко, Владимир Петрович (1937—2007)                    |         | Полтавская область        | Комсомольский избирательный округ                | № 319 |                        |                  |
| Мартынов, Анатолий Фёдорович (род. 1946)                     |         | Донецкая область          | Амвросиевский избирательный округ                | № 147 | выбыл 14 декабря 1992  |                  |
| Мартынчук, Василий Иосифович (род. 1938)                     |         | Киевская область          | Фастовский избирательный округ                   | № 214 |                        |                  |
| Марченко, Владимир Романович (род. 1953)                     |         | Сумская область           | Роменский избирательный округ                    | № 347 |                        |                  |
| Марченко, Иван Дмитриевич (1929—2017)                        |         | Донецкая область          | Артёмовский избирательный округ                  | № 117 |                        |                  |
| Маслов, Михаил Иванович (род. 1948)                          |         | Винницкая область         | Хмельницкий избирательный округ                  | № 028 |                        |                  |
| Маслюк, Геннадий Евгеньевич (род. 1952)                      |         | Донецкая область          | Петровский избирательный округ                   | № 115 |                        |                  |
| Масол, Виталий Андреевич (1928—2018)                         |         | Черниговская область      | Черниговский избирательный округ                 | № 450 |                        |                  |
| Матвеев, Владимир Иосифович (1943—2024)                      |         | Николаевская область      | Центральный избирательный округ                  | № 285 |                        |                  |
| Матвиенко, Анатолий Сергеевич (1953—2020)                    |         | Винницкая область         | Бершадский избирательный округ                   | № 030 |                        |                  |
| Матейко, Анатолий Семёнович (род. 1947)                      |         | Республика Крым           | Алуштинский избирательный округ                  | № 243 |                        |                  |
| Мацялко, Михаил Васильевич (род. 1933)                       |         | Тернопольская область     | Кременецкий избирательный округ                  | № 360 |                        |                  |
| Маякин, Валентин Андреевич (род. 1934)                       |         | Донецкая область          | Костантиновский избирательный округ              | № 126 |                        |                  |
| Медведев, Владимир Гурьянович (род. 1948)                    |         | Днепропетровская область  | Первомайский избирательный округ                 | № 099 |                        |                  |
| Мельник, Анатолий Максимович (род. 1936)                     |         | Днепропетровская область  | Новомосковский городской избирательный округ     | № 097 |                        |                  |
| Мельник, Борис Павлович (1941—?)                             |         | Одесская область          | Тарутинский избирательный округ                  | № 314 |                        |                  |
| Мельник, Николай Евтихиевич (род. 1943)                      |         | Винницкая область         | Тульчинский избирательный округ                  | № 037 |                        |                  |
| Мельничук, Виталий Григорьевич (род. 1953)                   |         | Житомир                   | Промышленный избирательный округ                 | № 155 |                        |                  |
| Меньшов, Владимир Александрович (1934—2018)                  |         | Днепропетровская область  | Южный избирательный округ                        | № 104 |                        |                  |
| Мещеряков, Валерий Фёдорович (1947—2002)                     |         | Харьков                   | Вузовский избирательный округ                    | № 366 |                        |                  |
| Мисник, Павел Алексеевич (1943—2017)                         |         | Черниговская область      | Новгород-Северский избирательный округ           | № 446 |                        |                  |
| Михайлюк, Василий Петрович (род. 1949)                       |         | Киевская область          | Васильковский избирательный округ                | № 211 |                        |                  |
| Мовчан, Павел Михайлович (род. 1939)                         |         | Киев                      | Мартаковский избирательный округ                 | № 002 |                        |                  |
| Мокин, Борис Иванович (род. 1943)                            |         | Винницкая область         | Ленинский избирательный округ                    | № 023 |                        |                  |
| Мокроусов, Анатолий Алексеевич (1943—2021)                   |         | Киев                      | Троещинский избирательный округ                  | № 019 | выбыл 18 июня 1992     |                  |
| Мороз, Александр Владимирович (род. 1950)                    |         | Николаев                  | Заводской избирательный округ                    | № 283 |                        |                  |
| Мороз, Александр Александрович (род. 1944)                   |         | Киевская область          | Таращанский избирательный округ                  | № 224 |                        |                  |
| Московка, Владимир Николаевич (род. 1950)                    |         | Харьков                   | Ленинский избирательный округ                    | № 365 |                        |                  |
| Мостиский, Андрей Богданович (род. 1962)                     |         | Волынская область         | Ковельский избирательный округ                   | № 042 |                        |                  |
| Мотюк, Мирослав Павлович (род. 1950)                         |         | Тернопольская область     | Чертковский избирательный округ                  | № 364 |                        |                  |
| Мусиенко, Иван Михайлович (род. 1943)                        |         | Кировоградская область    | Новоукраинский избирательный округ               | № 234 |                        |                  |
| Нагулко, Тарас Дмитриевич (род. 1937)                        |         | Хмельницкая область       | Шепетовский избирательный округ                  | № 407 |                        |                  |
| Науменко, Николай Викторович (род. 1945)                     |         | Хмельницкая область       | Центральный избирательный округ                  | № 404 |                        |                  |
| Негода, Владимир Фёдорович (1954—2017)                       |         | Днепропетровская область  | Марганецкий избирательный округ                  | № 095 |                        |                  |
| Некрасов, Владилен Петрович (1934—2016)                      |         | Севастополь               | Балаклавский избирательный округ                 | № 237 |                        |                  |
| Нечипоренко, Александр Лаврович (род. 1947)                  |         | Киевская область          | Киево-Святошинский избирательный округ           | № 220 |                        |                  |
| Николаенко, Иван Андреевич (род. 1944)                       |         | Киевская область          | Мироновский избирательный округ                  | № 222 |                        |                  |
| Николенко, Анатолий Николаевич (род. 1947)                   |         | Запорожская область       | Бердянский избирательный округ                   | № 189 | выбыл 14 декабря 1992  |                  |
| Новицкий, Евгений Антонович (1932—2007)                      |         | Ивано-Франковская область | Рожнятовский избирательный округ                 | № 204 |                        |                  |
| Новиков, Владимир Яковлевич (1944—2004)                      |         | Донецкая область          | Славянский городской избирательный округ         | № 141 |                        |                  |
| Носов, Владислав Васильевич (род. 1946)                      |         | Полтавская область        | Октябрьский избирательный округ                  | № 318 |                        |                  |
| Олейник, Борис Ильич (1935—2017)                             |         | Запорожская область       | Запорожский избирательный округ                  | № 191 | выбыл 14 декабря 1992  |                  |
| Олейник, Борис Степанович (1934—1999)                        |         | Винницкая область         | Жмеринский избирательный округ                   | № 026 |                        |                  |
| Омельченко, Николай Григорьевич (род. 1936)                  |         | Днепропетровская область  | Новомосковский избирательный округ               | № 102 |                        |                  |
| Осадчук, Пётр Ильич (1937—2014)                              |         | Ивано-Франковская область | Тлумаческий избирательный округ                  | № 207 |                        |                  |
| Остапенко, Александр Фёдорович (род. 1940)                   |         | Луганская область         | Краснодонский избирательный округ                | № 057 |                        |                  |
| Островский, Зиновий Васильевич (1940—2015)                   |         | Донецкая область          | Ясинуватский избирательный округ                 | № 146 |                        |                  |
| Остроущенко, Светлана Викторовна (род. 1937)                 |         | Одесса                    | Приморский избирательный округ                   | № 298 |                        |                  |
| Павленко, Феликс Емельянович (род. 1940)                     |         | Кировоградская область    | Александрийский городской избирательный округ    | № 228 |                        |                  |
| Павлычко, Дмитрий Васильевич (1929—2023)                     |         | Тернопольская область     | Збаражский избирательный округ                   | № 358 |                        |                  |
| Павличенко, Виталий Куприянович (род. 1937)                  |         | Симферополь               | Железнодорожный избирательный округ              | № 240 |                        |                  |
| Павлов, Владимир Алексеевич (1941—2021)                      |         | Днепропетровская область  | Вузовский избирательный округ                    | № 077 |                        |                  |
| Павлюк, Степан Петрович (род. 1948)                          |         | Львовская область         | Турковский избирательный округ                   | № 280 |                        |                  |
| Панасовский, Олег Григорьевич (род. 1940)                    |         | Донецкая область          | Дебальцевский избирательный округ                | № 121 |                        |                  |
| Панасюк, Фёдор Тимофеевич (род. 1948)                        |         | Житомирская область       | Любарский избирательный округ                    | № 162 |                        |                  |
| Панченко, Владимир Евгеньевич (1954—2019)                    |         | Кировоградская область    | Ленинский избирательный округ                    | № 225 |                        |                  |
| Парасунько, Михаил Васильевич (1943—2014)                    |         | Волынская область         | Любышевский избирательный округ                  | № 047 |                        |                  |
| Пасичнык, Иван Давидович (род. 1935)                         |         | Черкасская область        | Чернобаевский избирательный округ                | № 428 |                        |                  |
| Пауль, Виктор Иосифович (род. 1949)                          |         | Донецкая область          | Харцизский избирательный округ                   | № 144 |                        |                  |
| Передрий, Борис Иванович (1944—2000)                         |         | Полтавская область        | Лохвицкий избирательный округ                    | № 328 | выбыл 18 июня 1992     |                  |
| Перепадин, Александр Иванович (1945—1994)                    |         | Республика Крым           | Бахчисарайский избирательный округ               | № 251 | умер 23 января 1994    |                  |
| Петин, Владимир Николаевич (род. 1949)                       |         | Херсонская область        | Генический избирательный округ                   | № 400 |                        |                  |
| Петренко, Владимир Аникиевич (род. 1947)                     |         | Запорожская область       | Приазовский избирательный округ                  | № 195 |                        |                  |
| Петренко, Николай Яковлевич (род. 1940)                      |         | Полтавская область        | Гадячский избирательный округ                    | № 324 |                        |                  |
| Петров, Виктор Михайлович (род. 1946)                        |         | Полтавская область        | Лубенский избирательный округ                    | № 322 |                        |                  |
| Печеров, Андрей Васильевич (род. 1937)                       |         | Одесская область          | Великомихайловский избирательный округ           | № 309 |                        |                  |
| Пивень, Николай Иванович (род. 1949)                         |         | Донецкая область          | Макеевский-Радянский избирательный округ         | № 132 |                        |                  |
| Пилипенко, Виктор Васильевич (1934—2016)                     |         | Одесская область          | Морской избирательный округ                      | № 306 |                        |                  |
| Пилипчук, Владимир Мефодиевич (1948—2025)                    |         | Ровно                     | Октябрьский избирательный округ                  | № 333 |                        |                  |
| Пинзеник, Виктор Михайлович (род. 1954)                      |         | Львов                     | Радянский избирательный округ                    | № 262 | выбыл 4 января 1992    |                  |
| Пирог, Любомир Антонович (1931—2021)                         |         | Ивано-Франковская область | Рогатинский избирательный округ                  | № 203 |                        |                  |
| Пискуновский, Константин Владимирович (род. 1950)            |         | Винницкая область         | Ямпольский избирательный округ                   | № 039 | выбыл 12 марта 1992    |                  |
| Пискун, Александр Ильич (род. 1953)                          |         | Сумы                      | Заречный избирательный округ                     | № 342 |                        |                  |
| Плосконос, Игорь Николаевич (1959—2013)                      |         | Сумская область           | Тростянецкий избирательный округ                 | № 353 |                        |                  |
| Плющ, Иван Степанович (1941—2014)                            |         | Киевская область          | Макаровский избирательный округ                  | № 221 |                        |                  |
| Поворозник, Владимир Васильевич (род. 1951)                  |         | Хмельницкая область       | Городоцкий избирательный округ                   | № 409 | выбыл 14 декабря 1992  |                  |
| Поджаров, Иван Иванович (род. 1951)                          |         | Одесская область          | Килийский избирательный округ                    | № 311 | выбыл 18 июня 1992     |                  |
| Подчос, Григорий Степанович (1943—2020)                      |         | Винницкая область         | Гайсинский избирательный округ                   | № 032 |                        |                  |
| Подьяблонский, Михаил Иванович (род. 1953)                   |         | Донецкая область          | Мариупольский-Ильичёвский избирательный округ    | № 136 |                        |                  |
| Поличко, Андрей Васильевич (род. 1945)                       |         | Закарпатская область      | Виноградовский избирательный округ               | № 170 | выбыл 18 июня 1992     |                  |
| Полях, Виталий Иванович (1948—2020)                          |         | Черкасская область        | Золотоношский избирательный округ                | № 423 |                        |                  |
| Поперняк, Анатолий Никифорович (род. 1936)                   |         | Хмельницкая область       | Летичевский избирательный округ                  | № 412 |                        |                  |
| Попик, Иван Васильевич (род. 1935)                           |         | Винницкая область         | Тростянецкий избирательный округ                 | № 036 |                        |                  |
| Попов, Николай Михайлович (1937—?)                           |         | Луганская область         | Старобельский избирательный округ                | № 073 |                        |                  |
| Попович, Иван Васильевич (1938—1992)                         |         | Закарпатская область      | Хустский избирательный округ                     | № 177 | выбыл 21 марта 1992    |                  |
| Порада, Алексей Николаевич (1928—2001)                       |         | Запорожье                 | Леваневский избирательный округ                  | № 182 |                        |                  |
| Поровский, Николай Иванович (род. 1956)                      |         | Ровненская область        | Ровненский избирательный округ                   | № 340 |                        |                  |
| Портной, Владимир Степанович (род. 1951)                     |         | Черниговская область      | Прилуцкий городской избирательный округ          | № 441 |                        |                  |
| Потебенько, Михаил Алексеевич (род. 1937)                    |         | Николаевская область      | Новобужский избирательный округ                  | № 291 |                        |                  |
| Правденко, Сергей Макарович (1949—2017)                      |         | Днепропетровская область  | Самарский избирательный округ                    | № 083 |                        |                  |
| Приходько, Виктор Андреевич (1944—2004)                      |         | Черниговская область      | Носовский избирательный округ                    | № 447 |                        |                  |
| Причкин, Алексей Алексеевич (1938—2018)                      |         | Запорожская область       | Васильевский избирательный округ                 | № 190 |                        |                  |
| Продан, Константин Константинович (1930—2017)                |         | Днепропетровская область  | Царичанский избирательный округ                  | № 106 |                        |                  |
| Протасов, Валентин Иванович (род. 1947)                      |         | Днепропетровская область  | Ленинский избирательный округ                    | № 074 |                        |                  |
| Пулинец, Павел Николаевич (род. 1960)                        |         | Херсонская область        | Белозёрский избирательный округ                  | № 397 |                        |                  |
| Пустовойтенко, Валерий Павлович (род. 1947)                  |         | Днепропетровская область  | Октябрьский избирательный округ                  | № 078 |                        |                  |
| Пучко, Александр Александрович (1934—2001)                   |         | Харьковская область       | Люботинский избирательный округ                  | № 390 |                        |                  |
| Пушик, Степан Григорьевич (1944—2018)                        |         | Ивано-Франковская область | Коломыйский избирательный округ                  | № 199 |                        |                  |
| Пшеничников, Анатолий Егорьевич (род. 1945)                  |         | Республика Крым           | Джанкойский избирательный округ                  | № 244 |                        |                  |
| Рапий, Роман Константинович (1936—1998)                      |         | Сумская область           | Охтырский избирательный округ                    | № 346 |                        |                  |
| Ребрик, Богдан Васильевич (1938—2023)                        |         | Ивано-Франковская область | Тисменецкий избирательный округ                  | № 206 |                        |                  |
| Рева, Виталий Михайлович (1938—2012)                         |         | Республика Крым           | Феодосийский избирательный округ                 | № 249 |                        |                  |
| Ревенко, Николай Мусеевич (род. 1937)                        |         | Черновецкая область       | Хотинский избирательный округ                    | № 437 |                        |                  |
| Резник, Борис Яковлевич (1929—1997)                          |         | Одесса                    | Центральный избирательный округ                  | № 301 |                        |                  |
| Родыгин, Валерий Николаевич (род. 1949)                      |         | Донецкая область          | Амвросиевский избирательный округ                | № 147 | выбыл 18 июня 1992     |                  |
| Романов, Юрий Сергеевич (1939—2015)                          |         | Одесса                    | Октябрьский избирательный округ                  | № 294 |                        |                  |
| Романчук, Владимир Николаевич (род. 1949)                    |         | Запорожье                 | Ленинский избирательный округ                    | № 178 |                        |                  |
| Романюк, Василий Сергеевич (род. 1947)                       |         | Хмельницкая область       | Ярмолинецкий избирательный округ                 | № 415 |                        |                  |
| Романюк, Виталий Степанович (1938—2023)                      |         | Львовская область         | Стрийский избирательный округ                    | № 267 |                        |                  |
| Руденко, Василий Николаевич (род. 1949)                      |         | Ровненская область        | Гощанский избирательный округ                    | № 336 |                        |                  |
| Рудик, Василий Назарович (род. 1941)                         |         | Житомирская область       | Олевский избирательный округ                     | № 165 |                        |                  |
| Рыбальченко, Анатолий Андреевич (род. 1937)                  |         | Одесская область          | Котовский избирательный округ                    | № 305 |                        |                  |
| Рыбин, Александр Николаевич (род. 1948)                      |         | Донецкая область          | Новоазовский избирательный округ                 | № 151 | выбыл 7 февраля 1991   |                  |
| Рябоконь, Василий Петрович (род. 1940)                       |         | Винницкая область         | Барский избирательный округ                      | № 029 |                        |                  |
| Рябоконь, Александр Григорьевич (род. 1958)                  |         | Киевская область          | Володарский избирательный округ                  | № 218 |                        |                  |
| Рябченко, Николай Андреевич (род. 1941)                      |         | Днепропетровская область  | Долгинцевский избирательный округ                | № 090 |                        |                  |
| Саввин Алексей Михайлович (Митрополит Агафангел) (род. 1938) |         | Винницкая область         | Старогородской избирательный округ               | № 025 |                        |                  |
| Савельев, Олег Ефремович (род. 1951)                         |         | Одесская область          | Савранский избирательный округ                   | № 313 |                        |                  |
| Савченко, Анатолий Петрович (1937—1997)                      |         | Николаевская область      | Вознесенский избирательный округ                 | № 286 |                        |                  |
| Савчук, Анатолий Яковлевич (род. 1938)                       |         | Винницкая область         | Шаргородский избирательный округ                 | № 038 |                        |                  |
| Салий, Иван Николаевич (1943—2020)                           |         | Киев                      | Подольский избирательный округ                   | № 013 |                        |                  |
| Сальниченко, Виталий Николаевич (род. 1940)                  |         | Луганская область         | Рубежанский избирательный округ                  | № 062 |                        |                  |
| Санин, Василий Никифорович (1938—1991)                       |         | Харьков                   | Октябрьский избирательный округ                  | № 368 | выбыл 12 октября 1991  |                  |
| Сацкий, Виталий Антонович (1930—2017)                        |         | Запорожье                 | Заводской избирательный округ                    | № 180 |                        |                  |
| Сватков, Леонид Борисович (род. 1949)                        |         | Полтавская область        | Миргородский избирательный округ                 | № 323 |                        |                  |
| Свидерский, Фёдор Феофилактович (1949—2011)                  |         | Волынская область         | Нововолынский избирательный округ                | № 043 |                        |                  |
| Севастьянов, Владимир Иванович (род. 1943)                   |         | Симферополь               | Киевский избирательный округ                     | № 241 |                        |                  |
| Семенец, Сергей Владимирович (род. 1960)                     |         | Черниговская область      | Борзнянский избирательный округ                  | № 443 |                        |                  |
| Сербин, Юрий Сергеевич (род. 1949)                           |         | Сумская область           | Шосткинский избирательный округ                  | № 348 |                        |                  |
| Серебрянников, Юрий Филиппович (род. 1941)                   |         | Донецкая область          | Калининский избирательный округ                  | № 111 |                        |                  |
| Сидоренко, Николай Яковлевич (род. 1947)                     |         | Донецкая область          | Новоазовский избирательный округ                 | № 151 | выбыл 16 октября 1990  |                  |
| Симоненко, Валентин Константинович (род. 1940)               |         | Одесса                    | Малиновский избирательный округ                  | № 297 | выбыл 18 июня 1992     |                  |
| Сивкова, Лидия Николаевна (род. 1951)                        |         | Донецкая область          | Добропольский избирательный округ                | № 123 |                        |                  |
| Сивцов, Николай Филиппович (1942—?)                          |         | Днепропетровская область  | Солонянский избирательный округ                  | № 105 |                        |                  |
| Синько, Василий Данилович (род. 1939)                        |         | Киевская область          | Белоцерковский избирательный округ               | № 216 | выбыл 14 декабря 1992  |                  |
| Скальский, Василий Владимирович (род. 1948)                  |         | Хмельницкая область       | Городоцкий избирательный округ                   | № 409 | выбыл 18 июня 1992     |                  |
| Скорик, Лариса Павловна (род. 1939)                          |         | Киев                      | Артёмовский избирательный округ                  | № 001 |                        |                  |
| Следнев, Владимир Петрович (род. 1938)                       |         | Донецк                    | Ленинский избирательный округ                    | № 108 |                        |                  |
| Слесаренко, Виктор Михайлович (род. 1951)                    |         | Запорожье                 | Октябрьский избирательный округ                  | № 179 |                        |                  |
| Слободенюк, Владимир Никитович (род. 1944)                   |         | Днепропетровская область  | Западнодонбасский избирательный округ            | № 098 |                        |                  |
| Сметанин, Владимир Ильич (1937—2003)                         |         | Днепропетровская область  | Кировский избирательный округ                    | № 080 |                        |                  |
| Смирнов, Юрий Константинович (род. 1939)                     |         | Донецкая область          | Краснолиманский избирательный округ              | № 130 | выбыл 18 июня 1992     |                  |
| Снигирёв, Николай Михайлович (род. 1940)                     |         | Одесская область          | Коминтерновский избирательный округ              | № 312 |                        |                  |
| Соболев, Сергей Владиславович (род. 1961)                    |         | Запорожская область       | Хортицкий избирательный округ                    | № 184 |                        |                  |
| Спасский, Александр Николаевич (род. 1960)                   |         | Донецкая область          | Марьянский избирательный округ                   | № 150 |                        |                  |
| Спис, Николай Михайлович (род. 1946)                         |         | Республика Крым           | Ялтинский избирательный округ                    | № 250 |                        |                  |
| Стадниченко, Владимир Яковлевич (род. 1936)                  |         | Одесская область          | Татарбунарский избирательный округ               | № 315 |                        |                  |
| Стариченко, Александр Гаврилович (1947—2010)                 |         | Донецкая область          | Дружковский избирательный округ                  | № 124 |                        |                  |
| Степенко, Василий Иванович (род. 1948)                       |         | Полтавская область        | Полтавский избирательный округ                   | № 330 |                        |                  |
| Стецькив, Тарас Степанович (род. 1964)                       |         | Львовская область         | Мостиский избирательный округ                    | № 275 |                        |                  |
| Стешенко, Александр Николаевич (род. 1952)                   |         | Луганская область         | Сватовский избирательный округ                   | № 071 | выбыл 25 января 1993   |                  |
| Стрельников, Владимир Константинович (1925—2014)             |         | Харьковская область       | Харковский избирательный округ                   | № 392 |                        |                  |
| Ступников, Юрий Иванович (род. 1942)                         |         | Севастополь               | Ленинский избирательный округ                    | № 236 |                        |                  |
| Стус, Владимир Иванович (1934—2025)                          |         | Черновецкая область       | Глибоческий избирательный округ                  | № 433 |                        |                  |
| Сугоняко, Александр Анатольевич (род. 1953)                  |         | Житомир                   | Королёвский избирательный округ                  | № 154 |                        |                  |
| Сухой, Василий Васильевич (род. 1944)                        |         | Днепропетровская область  | Павлоградский избирательный округ                | № 103 |                        |                  |
| Сухоруков, Андрей Александрович (род. 1942)                  |         | Харьков                   | Дзержинский избирательный округ                  | № 367 |                        |                  |
| Сытник, Виктор Петрович (1949—2016)                          |         | Полтавская область        | Оржицкий избирательный округ                     | № 329 |                        |                  |
| Сычёв, Виктор Александрович (1947—2006)                      |         | Запорожская область       | Мелитопольский городской избирательный округ     | № 187 |                        |                  |
| Табурянский, Леопольд Иванович (род. 1940)                   |         | Днепропетровская область  | Петровский избирательный округ                   | № 082 |                        |                  |
| Танюк Леонид (Лесь) Степанович (1938—2016)                   |         | Киев                      | Ватутинский избирательный округ                  | № 003 |                        |                  |
| Тарасенко, Александр Григорьевич (род. 1944)                 |         | Кировоградская область    | Знаменский избирательный округ                   | № 227 |                        |                  |
| Терехов, Владимир Павлович (1937—2016)                       |         | Республика Крым           | Центральный избирательный округ                  | № 242 |                        |                  |
| Теряник, Виктор Иванович (1961—2011)                         |         | Луганская область         | Краснолуцкий избирательный округ                 | № 058 |                        |                  |
| Тимчук, Сергей Артёмович (род. 1948)                         |         | Хмельницкая область       | Каменец-Подольский избирательный округ           | № 405 |                        |                  |
| Тихонов, Виктор Николаевич (1949—2020)                       |         | Луганск                   | Октябрьский избирательный округ                  | № 052 |                        |                  |
| Ткач, Поликарп Ильич (род. 1936)                             |         | Винницкая область         | Винницкий избирательный округ                    | № 031 | выбыл 14 декабря 1992  |                  |
| Ткачук, Анатолий Фёдорович (род. 1958)                       |         | Хмельницкая область       | Заводской избирательный округ                    | № 403 |                        |                  |
| Толстоухов, Анатолий Владимирович (род. 1956)                |         | Донецкая область          | Волноваский избирательный округ                  | № 148 |                        |                  |
| Толубко, Владимир Борисович (род. 1948)                      |         | Николаевская область      | Первомайский избирательный округ                 | № 287 |                        |                  |
| Топалов, Валерий Андреевич (род. 1953)                       |         | Донецкая область          | Дзержинский избирательный округ                  | № 122 |                        |                  |
| Тризна, Валентин Сергеевич (род. 1945)                       |         | Донецкая область          | Куйбишевский избирательный округ                 | № 114 |                        |                  |
| Тризна, Александр Андреевич (род. 1930)                      |         | Харьковская область       | Балаклийский избирательный округ                 | № 383 | выбыл 19 декабря 1992  |                  |
| Уманец, Юрий Иванович (1936—2010)                            |         | Херсонская область        | Комсомольский избирательный округ                | № 394 |                        |                  |
| Усатенко, Владимир Иванович (род. 1949)                      |         | Харьковская область       | Красноградский избирательный округ               | № 389 |                        |                  |
| Фёдоров, Владимир Григорьевич (1939—2011)                    |         | Житомирская область       | Новоград-Волынский избирательный округ           | № 158 |                        |                  |
| Фесун, Никанор Артёмович (1941—?)                            |         | Хмельницкая область       | Старокостантиновский избирательный округ         | № 413 |                        |                  |
| Филенко, Владимир Филиппович (род. 1955)                     |         | Харьковская область       | Змеевский избирательный округ                    | № 387 |                        |                  |
| Фокин, Витольд Павлович (1932—2025)                          |         | Киев                      | Дарницкий избирательный округ                    | № 006 | с 21 марта 1991        |                  |
| Фоменко, Геннадий Петрович (1943—2017)                       |         | Луганская область         | Стахановский избирательный округ                 | № 065 |                        |                  |
| Хананов, Эдуард Ахатович (род. 1942)                         |         | Луганская область         | Сватовский избирательный округ                   | № 071 | выбыл 18 июня 1992     |                  |
| Хижняк, Виталий Михайлович (1934—2025)                       |         | Винницкая область         | Немировский избирательный округ                  | № 034 |                        |                  |
| Хилюк, Алексей Алексеевич (род. 1951)                        |         | Житомирская область       | Бердичевский избирательный округ                 | № 156 |                        |                  |
| Хмара, Степан Ильич (1937—2024)                              |         | Львов                     | Индустриальный избирательный округ               | № 261 |                        |                  |
| Хмельнюк, Валерий Яковлевич (род. 1945)                      |         | Одесса                    | Таировский избирательный округ                   | № 300 |                        |                  |
| Ходоровский, Георгий Иванович (род. 1938)                    |         | Черновецкая область       | Ленинский избирательный округ                    | № 430 |                        |                  |
| Хоменко, Владимир Николаевич (род. 1959)                     |         | Киевская область          | Броварской избирательный округ                   | № 210 | выбыл 4 мая 1993       |                  |
| Хоменко, Николай Григорьевич (1934—2011)                     |         | Сумская область           | Конотопский избирательный округ                  | № 345 |                        |                  |
| Хомич, Дмитрий Михайлович (род. 1941)                        |         | Днепропетровская область  | Ингулецкий избирательный округ                   | № 091 |                        |                  |
| Хотлубей, Юрий Юрьевич (род. 1944)                           |         | Донецкая область          | Мариупольский Октябрьский избирательный округ    | № 135 |                        |                  |
| Хунов, Анатолий Исмаилович (1940—2022)                       |         | Донецкая область          | Краснолиманский избирательный округ              | № 130 | выбыл 14 декабря 1992  |                  |
| Цеков, Сергей Павлович (род. 1953)                           |         | Республика Крым           | Сакский избирательный округ                      | № 248 |                        |                  |
| Церт, Николай Петрович (род. 1955)                           |         | Луганская область         | Перевальский избирательный округ                 | № 069 |                        |                  |
| Чародеев, Александр Васильевич (род. 1955)                   |         | Донецкая область          | Пролетарский избирательный округ                 | № 116 |                        |                  |
| Чебан, Александр Александрович (род. 1955)                   |         | Николаевская область      | Арбузинский избирательный округ                  | № 288 |                        |                  |
| Чепурной, Анатолий Григорьевич (1941—1993)                   |         | Харьковская область       | Купьянский избирательный округ                   | № 380 | выбыл 12 сентября 1993 |                  |
| Червоний, Василий Михайлович (1958—2009)                     |         | Ровно                     | Ленинский избирательный округ                    | № 332 |                        |                  |
| Череп, Валерий Иванович (род. 1940)                          |         | Сумская область           | Белопольский избирательный округ                 | № 349 |                        |                  |
| Черненко, Виталий Григорьевич (род. 1945)                    |         | Донецкая область          | Горловский-Никитовский избирательный округ       | № 119 |                        |                  |
| Черновол, Вячеслав Максимович (1937—1999)                    |         | Львовская область         | Шевченковский избирательный округ                | № 264 |                        |                  |
| Чернявский, Алексей Филиппович (род. 1942)                   |         | Сумы                      | Сумской избирательный округ                      | № 352 |                        |                  |
| Чобит, Дмитрий Васильевич (род. 1952)                        |         | Львовская область         | Бродовский избирательный округ                   | № 269 |                        |                  |
| Чернокур, Владимир Романович (род. 1943)                     |         | Днепропетровская область  | Горняцкий избирательный округ                    | № 088 |                        |                  |
| Чулаков, Евгений Родионович (1937—2002)                      |         | Днепропетровская область  | Васильковский избирательный округ                | № 100 |                        |                  |
| Чумак, Аркадий Степанович (1929—1997)                        |         | Херсонская область        | Великоалександровский избирательный округ        | № 399 |                        |                  |
| Чураков, Валерий Николаевич (1948—2014)                      |         | Донецкая область          | Шахтарский избирательный округ                   | № 145 |                        |                  |
| Чучук, Маркиян Евгеньевич (род. 1961)                        |         | Ивано-Франковская область | Центральный избирательный округ                  | № 197 |                        |                  |
| Шаповал, Владимир Никифорович (род. 1934)                    |         | Черкасская область        | Чигиринский избирательный округ                  | № 427 |                        |                  |
| Шариков, Борис Иванович (род. 1936)                          |         | Херсонская область        | Великолепетиский избирательный округ             | № 398 |                        |                  |
| Швайка, Михаил Андреевич (род. 1931)                         |         | Львовская область         | Золочевский избирательный округ                  | № 273 |                        |                  |
| Шведенко, Николай Николаевич (род. 1955)                     |         | Луганская область         | Станично-Луганский избирательный округ           | № 072 |                        |                  |
| Швец, Валентин Родионович (род. 1939)                        |         | Киевская область          | Обуховский избирательный округ                   | № 223 |                        |                  |
| Шевченко, Александр Тихонович (1924—2021)                    |         | Тернопольская область     | Залещицкий избирательный округ                   | № 357 |                        |                  |
| Шевченко, Виктор Иванович (род. 1941)                        |         | Донецкая область          | Макеевский-Центральный избирательный округ       | № 133 |                        |                  |
| Шевченко, Владимир Петрович (род. 1944)                      |         | Запорожская область       | Бердянский городской избирательный округ         | № 186 |                        |                  |
| Шевченко, Олесь Евгеньевич (род. 1940)                       |         | Киев                      | Голосеевский избирательный округ                 | № 005 |                        |                  |
| Шепа, Василий Васильевич (1931—2011)                         |         | Закарпатская область      | Берегивский избирательный округ                  | № 169 |                        |                  |
| Шершун, Николай Харитонович (род. 1951)                      |         | Ровненская область        | Костопольский избирательный округ                | № 339 |                        |                  |
| Шеховцов, Алексей Дмитриевич (род. 1957)                     |         | Донецкая область          | Новокраматорский избирательный округ             | № 128 |                        |                  |
| Шинкарук, Владимир Максимович (род. 1938)                    |         | Николаевская область      | Домановский избирательный округ                  | № 289 |                        |                  |
| Шишкин, Виктор Иванович (род. 1952)                          |         | Кировоградская область    | Кировский избирательный округ                    | № 226 |                        |                  |
| Шкарбан, Николай Иванович (род. 1936)                        |         | Полтавская область        | Кобеляцкий избирательный округ                   | № 327 |                        |                  |
| Шлемко, Владимир Теофилович (род. 1955)                      |         | Ивано-Франковская область | Косовский избирательный округ                    | № 201 |                        |                  |
| Шовкошитный, Владимир Фёдорович (род. 1956)                  |         | Киев                      | Харьковский избирательный округ                  | № 020 |                        |                  |
| Шульга, Николай Александрович (род. 1943)                    |         | Луганская область         | Лутугинский избирательный округ                  | № 068 |                        |                  |
| Щербина, Владимир Александрович (1935—2023)                  |         | Харьковская область       | Радянский избирательный округ                    | № 375 |                        |                  |
| Эйсмонт, Владимир Ефимович (род. 1938)                       |         | Киевская область          | Белоцерковский избирательный округ               | № 216 | выбыл 18 июня 1992     |                  |
| Юрченко, Анатолий Петрович (род. 1948)                       |         | Херсонская область        | Скадовский избирательный округ                   | № 402 | выбыл 18 июня 1992     |                  |
| Юхновский, Игорь Рафаилович (1925—2024)                      |         | Львов                     | Лычаковский избирательный округ                  | № 263 |                        |                  |
| Яворивский, Владимир Александрович (1942—2021)               |         | Кировоградская область    | Светловодский избирательный округ                | № 229 |                        |                  |
| Ягоферов, Анатолий Николаевич (род. 1948)                    |         | Луганск                   | Артёмовский избирательный округ                  | № 050 |                        |                  |
| Яковишин, Леонид Григорьевич (1939—2025)                     |         | Черниговская область      | Козелецкий избирательный округ                   | № 444 |                        |                  |
| Янушевич, Станислава Антоновна (род. 1939)                   |         | Житомирская область       | Житомирский избирательный округ                  | № 160 |                        |                  |
| Яришев, Николай Михайлович (род. 1945)                       |         | Луганская область         | Попаснянский избирательный округ                 | № 070 |                        |                  |
| Ярчук, Николай Николаевич (род. 1952)                        |         | Хмельницкая область       | Волочиский избирательный округ                   | № 408 |                        |                  |
| Ясинский, Владимир Витальевич (род. 1937)                    |         | Донецкая область          | Селидовский избирательный округ                  | № 140 |                        |                  |
| Яхеева, Татьяна Михайловна (род. 1957)                       |         | Черниговская область      | Деснянский избирательный округ                   | № 438 |                        |                  |
| Яценко, Владимир Михайлович (род. 1951)                      |         | Житомирская область       | Коростенский избирательный округ                 | № 157 |                        |                  |
| Яцуба, Владимир Григорьевич (род. 1947)                      |         | Днепропетровская область  | Амур-Нижнеднепровский избирательный округ        | № 075 |                        |                  |